# Setaleyrodes takahashia
Setaleyrodes takahashia là một loài côn trùng cánh nửa trong họ Aleyrodidae, phân họ Aleyrodinae.
Setaleyrodes takahashia được Singh miêu tả khoa học đầu tiên năm 1933.